# Bijzondere wet
Een bijzondere wet, ook wel een bijzondere meerderheidswet of communautaire wet genoemd, is een manier van wetgeving in de Belgische rechtsorde die gebruikt wordt om institutionele en communautair gevoelige dossiers te regelen.
Om een bijzondere wet aan te nemen, te wijzigen of af te schaffen is een bijzondere meerderheid nodig. Dit is een meerderheid waarbij een aantal bijzondere voorwaarden worden gesteld, die zowel moeten voldaan zijn in de Kamer van volksvertegenwoordigers en de Senaat:
- De meerderheid van elke taalgroep moet aanwezig zijn
- In elke taalgroep moet een gewone meerderheid behaald worden (meer dan de helft)
- In de gehele vergaderingen (beide taalgroepen samen) moet een 2/3-meerderheid behaald worden.

Dit mechanisme beschermt de Franstalige minderheid tegen het eenzijdig opleggen van hun wil door de Vlamingen op het institutionele vlak. Het beschermt evengoed de Vlaamse meerderheid tegen een Belgische meerderheid bestaande uit bv. alle Franstaligen plus een minderheid van de Vlamingen.
De procedure voor de bijzondere wet is in het laatste lid van artikel 4 van de Belgische Grondwet vastgelegd voor het wijzigen van de grenzen van de taalgebieden. Voor andere aangelegenheden wordt in de Grondwet telkens naar deze procedure verwezen ('een wet aangenomen met de meerderheid bepaald in artikel 4, laatste lid')
De belangrijkste bijzondere wetten zijn de Bijzondere Wet van 8 augustus 1980 tot Hervorming der Instellingen, de Bijzondere Wet van 12 januari 1989 met betrekking tot de Brusselse Instellingen, de Bijzondere financieringswet en de Bijzondere Wet van 6 januari 1989 op het Grondwettelijk hof.
Op deelstatelijk vlak bestaat er een vergelijkbare wetskrachtige norm, namelijk het bijzonder decreet. 
Door middel van een Bijzonder Decreet kunnen het Vlaams Gewest, de Vlaamse Gemeenschap, het Waals Gewest, De Duitstalige Gemeenschap en de Franse Gemeenschap hun constitutieve autonomie uitoefenen. Dat is de bevoegdheid om de werking en de organisatie van hun eigen instellingen te bepalen. Een bijzonder decreet wordt aangenomen wanneer twee derden van de uitgebrachte stemmen ja-stemmen zijn en indien de meerderheid van de bevoegde wetgevende kamer aanwezig is. Er bestaan ook bijzondere ordonnanties met betrekking tot de constitutieve autonomie van het Brussels Hoofdstedelijk Gewest.
Volgens artikel 24, § 2, van de gecoördineerde grondwet kunnen de Vlaamse Gemeenschap, de Franse Gemeenschap en de Duitstalige Gemeenschap door middel van een Bijzonder Decreet ook hun bevoegdheid als inrichtende macht van het onderwijs overdragen aan één of meer autonome organen.